# Caterina Dorotea de Finck-Finckenstein
Caterina Dorotea de Finck-Finckenstein -en alemany Katharina Dorothea Finck von Finckenstein- (Schönberg (alemany) Szymbark (polonès), Polònia, 6 de juny de 1700 - Halberstadt, 26 de juny de 1728) era filla del baró Albert Cristòfol de Finck-Finckenstein (1662 — 1749) i d'Arnaldina Carlota de Creytzen (1673 — 1749). El 27 de novembre de 1720 Caterina Dorotea es va casar amb el comte Jordi Adam III de Schlieben (1688 — 1737), fill de Jordi Adam II de Schlieben (1649 — 1720) i d'Elionor Cristina d'Oelsen (1652 — 1713). D'aquest matrimoni en nasqueren: Maria Carlota (1721 — 1803), Leopold Carles (1723 — 1788), casat amb Maria Elionor de Lehndorff (1723 — 1800); i Jordi Adam IV (1728 — 1795).